# Mi marido se casa
- Esta obra contiene una traducción parcial derivada de «Enter Madame» de Wikipedia en portugués, publicada por sus editores bajo la Licencia de documentación libre de GNU y la Licencia Creative Commons Atribución-CompartirIgual 4.0 Internacional.

Mi marido se casa (Enter Madame) es una película de comedia romántica estadounidense rodada a finales de 1934 y estrenada en la primera semana de 1935, dirigida por Elliott Nugent y protagonizada por Elissa Landi y Cary Grant. El guion de Gladys Lehman y Charles Brackett se basó en la obra de 1920 Enter madame de Gilda Varesi Archibald y Dorothea Donn-Byrne que había sido interpretada en Nueva York entre 1920 y 1922, con 350 representaciones.
La historia fue adaptada previamente como película muda en 1922, dirigida por Wallace Worsley y protagonizada por Clara Kimball Young y Louise Dresser.

## Argumento
Gerald Fitzgerald (Cary Grant) se enamora de la temperamental estrella de ópera Lisa Della Robbia (Elissa Landi). Sin embargo, cuando la vida matrimonial no está a la altura de sus expectativas, Gerald regresa a los Estados Unidos mientras su esposa continúa con su gira europea. Al descubrir las intenciones de su marido de solicitar el divorcio, Lisa también decide regresar a Estados Unidos para enfrentarlo. La situación se complica cuando se da cuenta de que para salvar su matrimonio necesita recuperar a Gerald de su nuevo amor, Flora Preston (Sharon Lynne).

## Reparto
| Actor/Actriz      | Personaje         |
| ----------------- | ----------------- |
| Elissa Landi      | Lisa Della Robbia |
| Cary Grant        | Gerald Fitzgerald |
| Lynne Overman     | Señor Farnham     |
| Sharon Lynne      | Flora Preston     |
| Richard Bonelli   | Scarpia en Tosca  |
| Nina Koshetz      | cantante          |
| Michelette Burani | Bice              |
| Paul Porcasi      | Arquímedes        |
| Adrian Rosley     | médico            |
| Cecilia Parker    | Aline Chalmers    |
| Frank Albertson   | John Della Robbia |
| Ann Sheridan      | amiga de Flora    |
| Diana Lewis       | operadora         |